# Trick (skateboard)

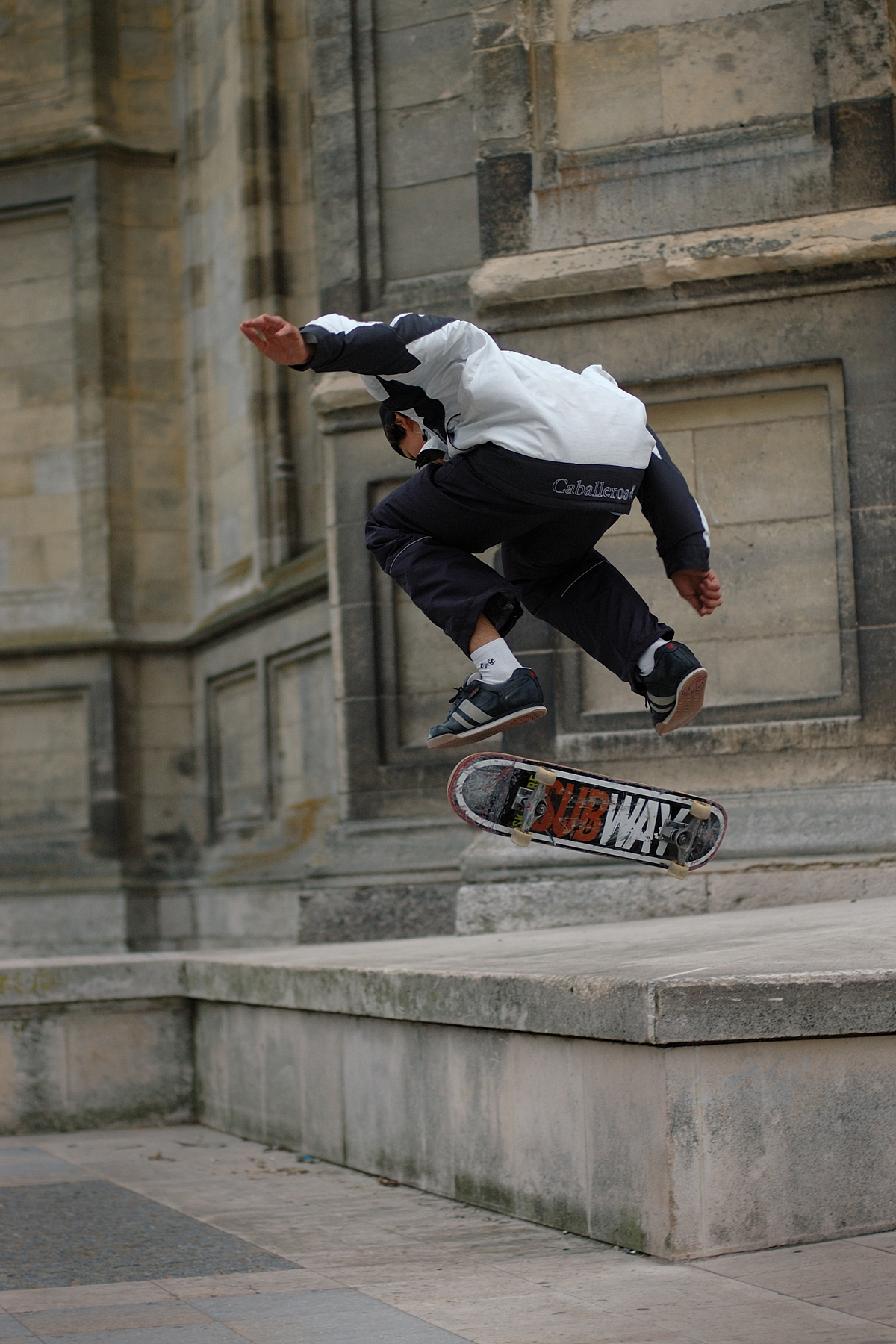
Un flip trick eseguito di fronte alla cattedrale di Orléans, in Francia

Un trick, noto anche con la dicitura inglese di skateboarding trick, è una specifica manovra eseguita da uno skater con il suo skateboard. La maggior parte dei trick è basata sull'ollie, manovra inventata nel 1978 da Alan "Ollie" Gelfand in Fort Lauderdale (FL). Un trick può essere di vari tipi, come i jump (salti), flip (rotazione verticale della tavola), grab (utilizzo della mano sullo skate mentre si è in aria), slide (contatto diretto tra la tavola e una ringhiera o altri ostacoli per scivolarci sopra), grind (contatto diretto tra il truck e una ringhiera o altri ostacoli per scivolarci sopra) e stall (fermata sul bordo di un ostacolo). Queste tipologie di trick possono essere, a loro volta, combinate con rotazioni di 180° e relativi multipli e sottomultipli.
I trick che richiedono rampe o half-pipe vengono considerati di transizione o verticali, mentre gli altri, compresi quelli eseguiti sui rail, vengono chiamati street. I parametri per la valutazione dei concorrenti nelle competizioni di skateboard consistono nella difficoltà e nell'eventuale buona riuscita dei vari trick.

## I principali trick

### Boneless
È uno dei diversi modi per saltare. Consiste nell'appoggiare il piede posteriore o anteriore a terra e, contemporaneamente, afferrare lo skateboard con una mano. Successivamente, con l'aiuto di uno dei piedi a terra, si deve saltare e portare il piede sullo skateboard per eseguire l'atterraggio. La mano con cui si prende lo skateboard deve trovarsi nel mezzo dello skateboard e non sul nose (il "naso", o la parte anteriore dello skateboard) o sul tail (la "coda", o la parte posteriore). In omaggio a questa tecnica, i DJ Steve Aoki, Chris Lake e Tujamo hanno inciso un brano dal titolo omonimo.

### Casper
Inventato da Bobby "Casper" Boyden, la forma odierna del casper è stata creata da Rodney Mullen. Questo trick consiste nel far atterrare lo skateboard al contrario, con il griptape (ossia la carta vetrata antiscivolo sulla tavola) rivolto verso il suolo. Dopodiché bisogna mettere un piede sotto la tavola, facendola girare verso l'alto, per farla poi tornare nella sua corretta posizione, riatterrandoci sopra.

### Caveman
Manovra usata per abbellire le entrate; per eseguirla è necessario tenere lo skateboard in mano e saltarci sopra. Il caveman viene anche utilizzato per iniziare un trick "a metà", poiché la tavola viene già posizionata a mezz'aria con la mano.

### Flip
Il flip è un trick nel quale lo skateboard si stacca dai piedi dello skater e ruota (in gergo "flippa"). Esistono molti tipi di flip trick; i più comuni sono i seguenti:
- Pop shove-it (o pop shuvit): È il flip trick più semplice in assoluto; può essere eseguito anche senza il pop, ossia il contatto tra il tail dello skateboard e il suolo.[13] Consiste nel far ruotare orizzontalmente lo skateboard di 180° e può eseguito sia in avanti che indietro (cfr. frontside pop shove-it). Si deve semplicemente imprimere la rotazione sul tail, strisciando il piede posteriore all'indietro, e alzando quello anteriore. Per chiudere il trick è sufficiente agganciare lo skateboard in aria, utilizzando il piede anteriore.[14]
- Frontside pop shove-it: È un pop shove-it nel quale lo skateboard ruota orizzontalmente di 180 gradi all'indietro. L'esecuzione è identica a quella del pop shove-it, ad eccezione della rotazione, che va impressa sul fondo dello skateboard, strisciando il piede, questa volta in avanti.[15]
- Kickflip: Lo skateboard deve ruotare sul suo asse; per fare ciò bisogna "poppare" (i.e. dare il pop al tail) con il piede posteriore, mentre con la punta del piede anteriore bisogna imprimere la rotazione con un calcio esterno.[16]
- Heelflip: In apparenza simile al kickflip, la tecnica esecutiva dell'heelflip è diversa: la rotazione dello skateboard avviene infatti nel senso opposto; per effettuarlo è necessario dare un calcio in avanti con il tallone (da qui il nome del trick, ossia "flip con il tallone").[17]
- Varial kickflip: È un flip trick composto dal pop shove-it unito ad un kickflip.[18]
- Varial heelflip: È un flip trick composto dal frontside pop shove-it unito ad un heelflip.[19]
- 360 flip (o treflip): È composto da un 360 pop shove-it (un pop shove-it in cui la tavola compie un giro di 360°) unito ad un kickflip.[20]
- 360 heelflip (o laserflip): È composto da un frontside 360 pop shove-it unito ad un heelflip.[21]
- Hardflip: È un flip trick composto dal frontside pop shove-it unito ad un kickflip.[22]
- Inward heelflip: È un flip trick composto dal pop shove-it unito ad un heelflip.[23]
- 360 Hardflip: È un flip trick composto da un 360 frontside pop shove-it unito ad un kickflip.[24]
- 360 inward heelflip (o emerald flip):[25] È un flip trick composto da un 360 pop shove-it unito ad un heelflip.[26]
- Impossible : Lo skateboard compie un giro di 360° intorno al piede posteriore.[27]
- Front foot impossible: Lo skateboard compie un giro di 360° intorno al piede anteriore.[28]
- Bigspin: È un flip trick composto da un 360 pop shove-it insieme ad una rotazione dello skater di 180° nello stesso verso dello shove-it.[29]
- Frontside bigspin: È un flip trick composto da un frontside 360 shove-it insieme ad una rotazione dello skater di 180° nello stesso verso dello shove-it.[30]
- Forward flip (o dolphin flip, anti-hardflip): È un trick molto tecnico, composto da una rotazione dello skateboard in avanti e da un kickflip.[31]
- Forward heelflip (o dolphin heelflip, anti-varial heelflip): Identico al forward flip, con un heelflip al posto del kickflip.[32]
- Pressure flip: È un flip trick creato dalla pressione dello stesso piede che "poppa", prendendo movimento proprio all'istante del pop.[33]

### Grab
Il grab è un air, ossia un'azione che comporta il distacco dello skateboard dal terreno, durante il quale la tavola viene afferrata (in gergo "grabbata") con la mano. La posizione del corpo varia a seconda del trick che si vuole effettuare con il grab.
I trick grab furono inventati dallo skater professionista Tony Alva e utilizzati soprattutto nei primi anni di esistenza di questo sport.

### Grind

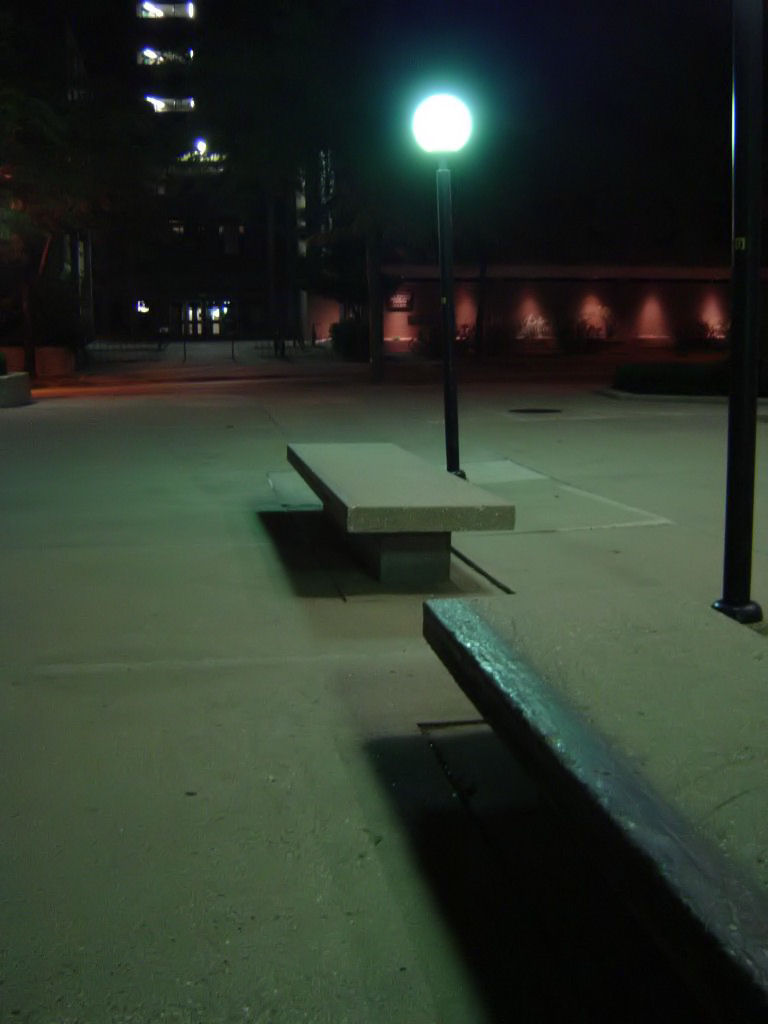
La panchina, elemento tipico nella pratica dello skateboard.

È un trick effettuato facendo scivolare i truck dello skateboard su una superficie abbastanza dritta; spesso si utilizzano gli angoli delle panchine o i passamano delle scale. Solitamente, per facilitarli, si applica della cera o della paraffina sulla superficie della struttura su cui eseguire il trick.

### Handplant
L'handplant comprende una varietà di trick eseguiti su rampe che terminano in vert. Essi consistono nel prendere lo skate con una mano e appoggiarsi con l'altra sulla parte superiore della rampa, utilizzandola come perno e ruotando di 180 gradi mentre si è a testa in giù, per poi riatterrarvici. È uno tra i primi trick inventati e viene attribuito a Jay Adams, il creatore dello skateboard moderno.

### Loop
È un giro della morte completo, che si può eseguire solo su rampe apposite. È stato eseguito per la prima volta da Tony Hawk.

### Manual
Per eseguirlo è necessario premere sul fondo e al centro dello skateboard con il piede posteriore; così facendo la tavola rimarrà in equilibrio sulle ruote posteriori, senza toccare il terreno né con il tail, né con le ruote anteriori.
Il trick si può eseguire anche premendo con il piede anteriore sulla punta dello skateboard, in modo da far alzare la tavola sulle ruote anteriori; questa variante del manual è nota con il nome di nose manual.

### Nollie
È un trick simile all'ollie, anch'esso definibile come un "salto" con lo skateboard. L'unica differenza si trova nel punto in cui bisogna "poppare": a differenza dell'ollie, il nollie viene infatti eseguito con il piede anteriore sulla punta dello skateboard, mentre il piede posteriore aiuta lo skater ad assumere la posizione verticale in aria. Con il nollie si possono eseguire tutti i trick che normalmente vengono eseguiti con l'ollie.

### Ollie
Un ollie è un "salto" eseguito con lo skateboard. Creato da Alan "Ollie" Gelfand nel 1978, questo trick è stato adattato alle superfici piatte da Rodney Mullen. È una manovra che permette allo skater di saltare mantenendo la tavola attaccata ai piedi, senza afferrarla con le mani e senza che i piedi vi siano assicurati in alcun modo come avviene, invece, nello snowboard. È la base di numerosissime evoluzioni; per questo motivo è spesso uno dei primi trick affrontato dai principianti. Durante la sua esecuzione, lo skater preme con il piede posteriore la parte posteriore della tavola, in modo da farlo sbattere a terra e da far alzare la parte anteriore, esegue un salto, e, allo stesso tempo striscia in avanti il piede anteriore sul grip, portandolo approssimativamente dal centro dello skateboard ad un punto prossimo alla punta, in maniera da farlo salire insieme a lui facendogli assumere in aria la posizione orizzontale.

### Slide
Lo slide è un trick abbastanza simile al grind; l'unica differenza è che, al posto dei truck, viene utilizzata la superficie inferiore della tavola stessa, ossia il nose, il tail e la parte centrale compresa tra i carrelli anteriori e posteriori. Gli slide si possono praticare sui spigoli dei muretti o sui rail. Vengono talvolta utilizzati anche per creare l'attrito necessario per correggere traiettorie in velocità o fermarsi; in questo caso vengono chiamati powerslide. Gli slide più comuni sono i seguenti:
- Boardslide: Uno slide effettuato con la parte centrale skateboard, tra i due truck.[50]
- Tailslide: Uno slide effettuato con il tail, ossia la parte posteriore dello skateboard.[51]
- Noseslide: Uno slide effettuato con il nose, ossia la parte anteriore dello skateboard.[52]
- Darkslide: Uno slide effettuato con i truck rivolti verso l'alto, quindi con il grip a contatto con la superficie su cui si esegue lo slide.[53]

### Stall
Vi sono vari stall, tutti basati sull'equilibrio. Solitamente vengono eseguiti su un half-pipe o un quarter-pipe (metà di un half-pipe). Lo skateboard deve rimanere in equilibrio sullo spigolo della rampa; la sua posizione e quella della tavola, così come la durata del trick, determinano la difficoltà della manovra.

## Convenzioni sui nomi
Come tutte le attività ricreative, lo skateboard possiede un suo vero e proprio slang. La maggior parte dei nomi dei trick standard sono stati assegnati dai loro inventori e variano da quelli descrittivi, come il kickflip, a quelli giocosi come l'ho-ho plant (figura che consiste nella verticale del corpo, dove lo skateboard viene preso con una mano e posto sui piedi). Alcune diciture sono intenzionalmente provocatorie, come lo shove-it, che in inglese è anche un'imprecazione simile al "va' al diavolo!", e il sex change ("cambio di sesso"), in cui lo skater compie un salto e gira di 180 gradi, mentre lo skate rimane nella stessa posizione. I primissimi trick prendevano spesso il nome del loro inventore, come l'andrecht di Dave Andrecht, un handplant a testa in giù con la mano attaccata al bordo del muro dell'half-pipe, o l'elguerial di Eddie Elguera, un'evoluzione simile alla precedente. Non tutti i nomi si possono spiegare così facilmente: alcuni hanno semplicemente preso piede a partire da espressioni colloquiali o scherzose condivise tra amici, e il loro significato e le radici etimologiche rimangono tuttora sconosciute. Può accadere che un trick possieda più di un nome – probabile risultato dell'inventiva indipendente di diverse persone che l'hanno "ideato" più o meno nello stesso periodo.
I trick più recenti consistono spesso in combinazioni di evoluzioni già esistenti. Per esempio, una volta realizzato il primo kickflip to indy, il suo creatore Danny Way lo chiamò semplicemente kickflip indy, anziché inventarsi un nome completamente nuovo. La maggior parte delle combinazioni di trick segue questo tipo di denominazione, raggiungendo talvolta nomenclature anche molto lunghe, come il nollie heelflip varial indy 540 di Pierre Luc-Gagnon.
In maniera simile, quando viene inventato un nuovo trick cambiando un elemento di un trick esistente, piuttosto che introdurre un nuovo nome gli skater uniscono semplicemente i due nomi già esistenti. Tony Hawk creò dapprima il 720 rivoluzionando il fakie grabbing mute. Dopodiché, "grabbando" la tavola con l'altra mano, realizzò un'altra manovra che decise di chiamare indy 720, poiché il trick combinava elementi sia dell'indy che del 720, il che finì per cambiare il significato dello stesso 720. Questa è spesso una fonte di confusione presso gli skater, perché risulta difficile ricordare quale variazione di un trick è stata eseguita prima e come sarebbe dovuta essere la versione originale. In definitiva, l'ampio dizionario di parole da imparare rappresenta una sorta di iniziazione dello skater alla cultura dello skateboard.